# شونزی
شونزی، که با نام شون کوانگ متولد شد، یک فیلسوف چینی از کنفوسیوییسم در دوران پایانی دوره جنگ‌های دولتی بود. پس از پیشینیان خود کنفوسیوس و منسیوس، شونزی معمولاً به‌عنوان سومین فیلسوف بزرگ کنفوسیوسی از دوران باستان شناخته می‌شود. در زمان او، کنفوسیوسیسم با انتقادات قابل توجهی از سوی اندیشمندان تائوئیسم و موهیسم روبرو شده بود و شونزی به‌طور سنتی به‌عنوان یک ترکیب‌کننده از این سنت‌ها با اندیشه‌های اولیه کنفوسیوسی شناخته می‌شود. نتیجه این ترکیب، اصلاحی جامع و هماهنگ از کنفوسیوسیسم بود که برای توانایی رشد آن در دودمان هان و در طول تاریخ بعدی آسیای شرقی بسیار حیاتی بود. آثار او در کتاب شونزی جمع‌آوری شده و در وضعیت بسیار خوبی به‌دست ما رسیده است. برخلاف دیگر مجموعه‌های باستانی، اصالت نویسندگی این متون معمولاً قطعی است، اگرچه احتمالاً مورخ دودمان هان غربی لیو شیانگ آنها را به صورت فعلی سازماندهی کرده است.
شونزی در دولت ژائو متولد شد و در آکادمی جیکشیا، که در آن زمان یکی از معتبرترین آکادمی‌ها بود، تحصیل کرد و درباره هر یک از بزرگترین سنت‌های فلسفی زمان خود یاد گرفت. پس از فارغ‌التحصیلی، شونزی به چو سفر کرد و در آنجا شعر را آموخت و سپس به دولت چی برگشت و به‌عنوان معلمی برجسته در آکادمی شناخته شد. شاگردان او هان فی زی و لی سی هر کدام در زندگی سیاسی و علمی نقش مهمی ایفا کردند، هرچند برخی از نظرات لیگالیستی آنها با فلسفه او همخوانی نداشت. سایر شاگردان او نسخه‌ها و تفسیرهای مهمی از کلاسیک‌های کنفوسیوسی نوشتند. در اواخر عمرش، شونزی در دربار لرد چون‌شن خدمت کرد و پس از مرگ لرد چون‌شن درگذشت. جنگ‌های مداوم دوران او تأثیر عمیقی بر کار او گذاشت، همچنان که تعاملات او با رهبران و مشاهده سقوط دولت‌های مختلف نیز بر آثارش تأثیرگذار بود.
شونزی در آثار خود به ده‌ها نفر از دیگر متفکران پاسخ می‌دهد که اغلب به طور مستقیم آن‌ها را نام برده و انتقاد می‌کند. مفهوم معروف او که "طبیعت انسان شرور است" باعث شده است که بسیاری از مفسران او را در مقابل منتسیوس قرار دهند، کسی که باور داشت طبیعت انسان به طور ذاتی خوب است. هرچند مانند منتسیوس، شونزی نیز معتقد بود که آموزش و آیین‌ها کلید پرورش خود و به این ترتیب روش دور زدن طبیعت فاسد ذاتی انسان است. تعریف او از هر دو مفهوم، آموزش و آیین، مبهم بود و او به آموزش مادام‌العمر تأکید داشت و آیین‌ها را در هر جنبه‌ای از زندگی به کار می‌برد. دیگر موضوعات مهم شامل ترویج موسیقی و کاربرد دقیق اسامی است. هرچند او همچنان از حکما و خردمندان باستانی استناد می‌کرد، از دیگر فیلسوفان کنفوسیوسی تمایز می‌یافت زیرا بر الگوبرداری از حکمرانان اخیر تأکید می‌کرد، نه حکمرانان دوران باستان.
ساده‌سازی‌ها و سوءفهم‌های مکرر در مورد آموزه‌های شونزی، به‌ویژه دیدگاه او درباره طبیعت انسان، باعث شد که از دوره دینامیک تانگ به تدریج اندیشه‌های او رد و محکوم شود. با ظهور کنفوسیوسیسم جدید در قرن دهم، منتسیوس به تدریج بر شونزی غلبه یافت، به‌ویژه با انتخاب کتاب منتسیوس در چهار کتاب. از قرن بیستم به بعد، بازنگری در مکتب شونزی در شرق آسیا انجام شد که منجر به شناسایی تأثیر عمیق و اهمیت او در زمان خود و در دنیای امروز شد.